# Lago Nieting
El lago Nieting (en alemán: Nietingsee) es un lago situado en el distrito de Llanura Lacustre Mecklemburguesa, en el estado de Mecklemburgo-Pomerania Occidental (Alemania), a una altitud de 65 metros; tiene un área de 0.85 hectáreas.
Se encuentra ubicado junto a la costa sureste del lago Müritz, el mayor de Alemania.